# Колосова, Валентина Алексеевна
Валентина Алексеевна Колосова — советский хозяйственный, государственный и политический деятель.

## Биография
Родилась в 1913 году. Член КПСС с 1939 года.
С 1929 года — на хозяйственной, общественной и политической работе. В 1929—1972 гг. — ткачиха, контролёр ОТК, нормировщица, плановик-экономист на ткацкой фабрике, секретарь комитета комсомола, председатель спортивного общества, заместитель секретаря парткома, секретарь парткома «Трёхгорной мануфактуры», первый секретарь Краснопресненского райкома ВКП(б) города Москвы, заведующая отделом Московского горкома КПСС, председатель Кировского райисполкома, первый секретарь Кировского райкома КПСС города Москвы, директор шёлкового комбината «Красная Роза», начальник управления швейной промышленности города Москвы, начальник управления швейной промышленности Министерства лёгкой промышленности РСФСР.
Делегат XX, XXI и XXII съездов КПСС.
Умерла в 1992 году. Похоронена на Ваганьковском кладбище Москвы.